# Лентивирусы
Лентивирусы (лат. Lentivirus, от лат. lentus — медленный) — род вирусов из семейства ретровирусов (Retroviridae) с длительным инкубационным периодом.
Лентивирусы способны доставлять значительное количество генетического материала в клетку хозяина и обладают уникальной среди ретровирусов способностью реплицироваться в неделящихся клетках, что делает лентивирусы удобным вектором для доставки генетического материала в молекулярной биологии. Ярким представителем этого рода является вирус иммунодефицита человека.

## Морфология
Вирионы имеют оболочку, немного плейоморфные, имеют сферическую форму и диаметр около 80—100 нм. Выступы вирусной оболочки делают поверхность неровной. Нуклеоид концентрический, палочковидный либо имеет вид усеченного конуса.

## Структура генома и репликация
Геном вирусов содержит три гена, которые располагаются в геномной РНК в таком порядке 5´-gag-pol-env-3´. Также геном содержит вспомогательные гены, которые отличаются у разных вирусов (в случае ВИЧ-1 это vif, vpr, vpu, tat, rev, nef). Продукты вспомогательных генов принимают участие в регуляции репликации геномной РНК. Длинные концевые повторы имеют длину около 600 нуклеотидов, участок U3 имеет длину 450, последовательность R — 100 и участок U5 около 70 нуклеотидов.
Такие вирусные белки, как обратная транскриптаза и интеграза, принимают участие на ранних этапах репликации. Обратная транскриптаза (ревертаза) это РНК-зависимая ДНК-полимераза, кодируемая геномом вируса. Ревертаза использует геномную РНК вируса как матрицу для синтеза комплементарной цепочки ДНК. Обратная транскриптаза также обладает активностью РНКазы Н для разрушения матрицы РНК. Интеграза связывается как с кДНК, синтезированной обратной транскриптазой, так и с ДНК хозяина. До встраивания генома вируса в ДНК хозяина, интеграза «обрабатывает» длинные концевые повторы.
Лентивирусы способны заражать соседние клетки при непосредственном контакте без образования внеклеточных частиц.

## Антигенные свойства
Антигенные детерминанты штаммоспецифичны. Детерминанты, определяющие серотип, находятся на оболочке вируса и являются гликопротеинами. Классификация лентивирусов иногда основывается на антигенных свойствах.

## Физико-химические характеристики вирионов
- Общие
  - Плавучая плотность 1,16—1,18 г/см³ в сахарозе
  - Вирионы чувствительны к нагреванию, детергентам и формальдегиду.
  - Инфективность не снижается при радиоактивном облучении.
- Нуклеиновые кислоты
  - Вирионы содержат около 2 % нуклеиновых кислот.
  - Геном состоит из димеров.
  - Вирионы содержат по одной молекуле линейной одноцепочечной (+)РНК.
  - Общая длина одного мономера генома составляет 9200 нуклеотидов.
  - Геном имеет повторяющиеся концевые последовательности; длинные концевые повторы составляют около 600 нуклеотидов.
  - 5'-конец геном кэпирован, последовательность кэпа — m7G5ppp5’GmpNp.
  - 3'-конец каждого мономера содержит поли(А); 3'-конец имеет структуру, подобную тРНК и соединяется с лизином.
  - Внутри капсида содержится исключительно геномная нуклеиновая кислота.
- Белки
  - Вирионы содержат 11 разных белков, которые составляют 60 % вирусной частицы.
  - Пять основных структурных белков по молекулярной массе.
    - 120 кДа. Gp120 гликозилированный белок оболочки SU, кодируемый вирусным геном env.
    - 41 кДа. Gp41 гликозилированный трансмембранный белок оболочки TM, кодируемый вирусным геном env.
    - 24 кДа. P24 негликозилированный белок капсида CA.
    - 17 кДа. P17 негликозилированный белок ядермного матрикса MA.
    - 7—11 кДа. Негликозилированный белок капсида NC.
      - Белки MA, CA и NC закодированы геном gag.

  - Белки оболочки SU и TM гликозилированы как минимум у некоторых лентивирусов (ВИЧ, вирус иммунодефицита обезьян). Гликозилирование, по-видимому, играет важную роль в маскировании и обеспечивают разнообразие антигенных участков, необходимых для иммунного ответа хозяина.
  - Обычно обнаруживаются четыре неструктурных белка, из них три — у лентивирусов приматов.
    - Белок размером 66 кДа. Обратная транскриптаза RT, кодируемая геном pol.
    - Белок размером 32 кДа. Интеграза IN, также кодируемая геном pol.
    - Белок размером 14 кДа. Протеаза PR, кодируемая геном pro.
    - dUPTаза DU, функция которой неизвестна.
- Липиды: вирионы содержат около 35 % липидов.
- Углеводы: вирионы содержат около 3 % сахаров.

## Применение

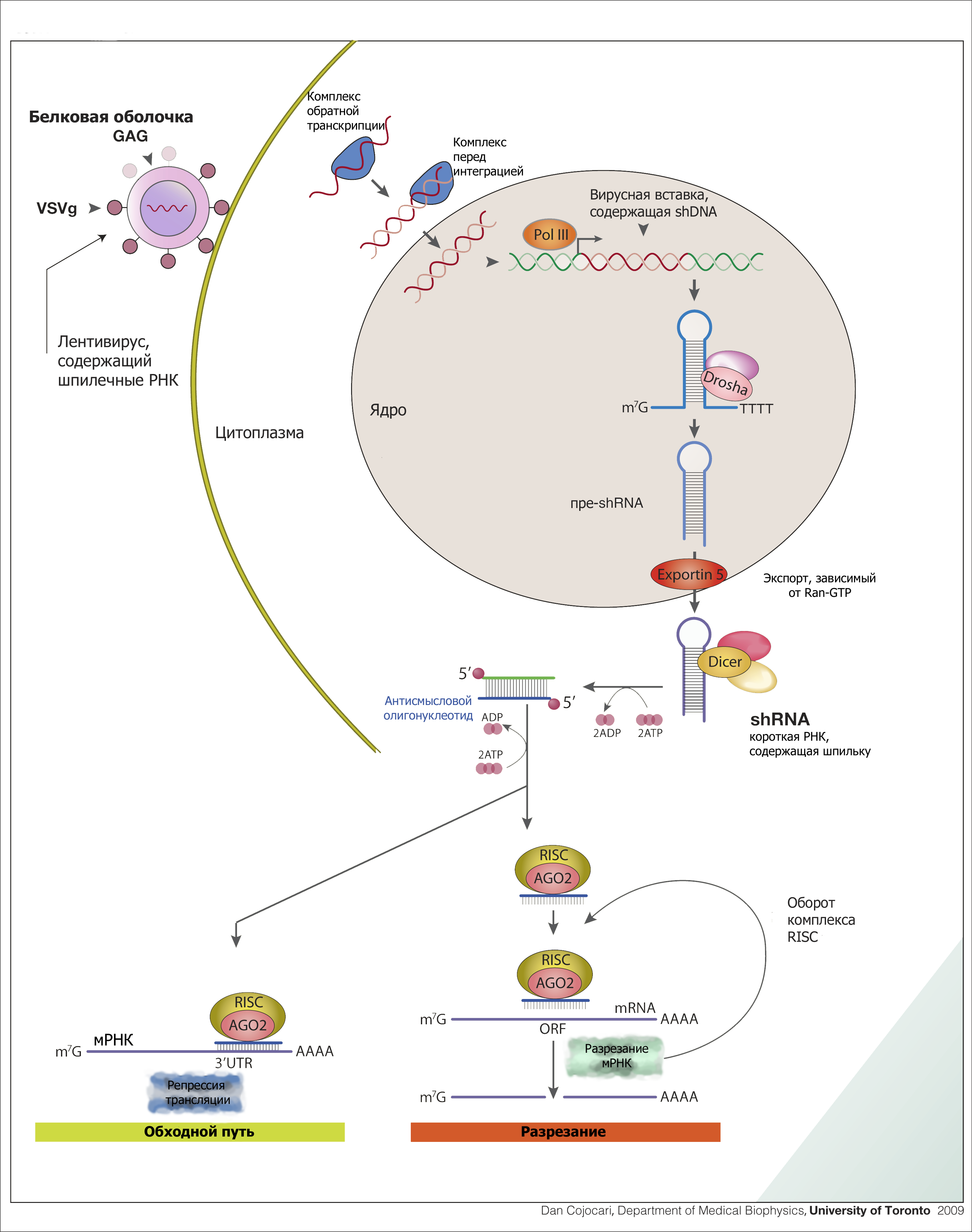
Механизм действия и доставка shRNA в клетки млекопитающих при помощи лентивирусных векторов для исследований в области РНК-интерференции

Лентивирусы — удобный вектор для введения генов в системы in vitro или животные модели. Лентивирусные векторы успешно используют для доставки генно-инженерных конструкций для блокирования экспрессии специфических генов по механизму РНК-интерференции. Экспрессия коротких РНК, содержащих шпильки (shRNA) снижает экспрессию заданного гена и таким образом позволяет судить о функциях данного гена в модельном объекте. Подобные исследования могут предшествовать разработке новых лекарственных препаратов для лечения заболеваний при помощи блокирования экспрессии определённых генов.
Также лентивирусные векторы используют для введения новых генов в клетки человека или животных. Например, в случае модели гемофилии на лабораторных мышах экспрессия тромбоцитарного фактора VIII дикого типа приводит к восстановлению нормального фенотипа. Использование лентивирусных векторов имеет некоторые преимущества перед другими методами терапии генами. Лентивирусы заражают делящиеся и неделящиеся клетки, длительно экспрессируют трансген, и обладают низкой иммуногенностью. Лентивирусы, экспрессирующие PDGF (фактор роста тромбоцитов) успешно используют для трансфекции мышей, страдающих диабетом. Возможно, подобные способы терапии генами в дальнейшем будут применять и на людях. Векторы на основе гаммаретровирусов и лентивирусов применялись уже более чем в 300 клинических испытаниях, направленных на разработку способов лечения различных заболеваний.

## Классификация
Классифицикацию лентивирусов в пять серотипов осуществляют по таксонам позвоночных, которых заражают соответствующие серотипы (приматы, овцы и козлы, лошади, кошки, крупный рогатый скот). Лентивирусы приматов отличаются по рецептору CD4 и по отсутствию фермента dUTPазы. Некоторые группы имеют антигены gag с перекрестной специфичностью.
К роду Lentivirus относят в частности следующие виды:
| Научное название (англ.)             | Русское название                                                          | Сокр. |
| ------------------------------------ | ------------------------------------------------------------------------- | ----- |
| Bovine immunodeficiency virus        | Вирус иммунодефицита крупного рогатого скота                              | BIV   |
| Caprine arthritis encephalitis virus | Вирус артритозного энцефалита коз и овец или вирус артрита-энцефалита коз | CAEV  |
| Equine infectious anemia virus       | Вирус инфекционной анемии лошадей                                         | EIAV  |
| Feline immunodeficiency virus        | Вирус иммунодефицита кошек                                                | FIV   |
| Human immunodeficiency virus 1       | Вирус иммунодефицита человека 1                                           | HIV-1 |
| Human immunodeficiency virus 2       | Вирус иммунодефицита человека 2                                           | HIV-2 |
| Puma lentivirus                      | Лентивирус пум                                                            | PLV   |
| Simian immunodeficiency virus        | Вирус иммунодефицита обезьян                                              | SIV   |
| Visna/maedi virus                    | Вирус мэди-висна овец                                                     |       |

Для вируса иммунодефицита обезьян известно несколько штаммов этого вируса, каждый из которых характерен для одного вида приматов: SIV-agm, SIV-cpz, SIV-mnd, SIV-mne, SIV-mac, SIV-sm, SIV-stm.